# Sageville
Sageville és una població dels Estats Units a l'estat d'Iowa. Segons el cens del 2000 tenia 203 habitants.

## Demografia
Segons el cens del 2000, Sageville tenia 203 habitants, 85 habitatges, i 54 famílies. La densitat de població era de 124,4 habitants/km².
Dels 85 habitatges en un 36,5% hi vivien nens de menys de 18 anys, en un 50,6% hi vivien parelles casades, en un 11,8% dones solteres, i en un 35,3% no eren unitats familiars. En el 29,4% dels habitatges hi vivien persones soles el 9,4% de les quals corresponia a persones de 65 anys o més que vivien soles. El nombre mitjà de persones vivint en cada habitatge era de 2,39 i el nombre mitjà de persones que vivien en cada família era de 3.
Per edats la població es repartia de la següent manera: un 27,1% tenia menys de 18 anys, un 12,8% entre 18 i 24, un 34% entre 25 i 44, un 15,8% de 45 a 60 i un 10,3% 65 anys o més.
L'edat mediana era de 31 anys. Per cada 100 dones de 18 o més anys hi havia 89,7 homes.
La renda mediana per habitatge era de 29.167 $ i la renda mediana per família de 31.667 $. Els homes tenien una renda mediana de 24.375 $ mentre que les dones 19.375 $. La renda per capita de la població era de 13.700 $. Entorn del 8,6% de les famílies i el 14,8% de la població estaven per davall del llindar de pobresa.

## Poblacions més properes
El següent diagrama mostra les poblacions més properes.